# Vulvektomie
Die Vulvektomie ist ein operativer Eingriff (Ektomie), bei dem eine teilweise oder vollständige operative Entfernung der großen und der kleinen Schamlippen und weiterer Teile des äußeren primären Geschlechts der Frau (der Vulva) erfolgt. Die Entfernung der Klitoris, ebenfalls Teil der Vulva, wird als Klitoridektomie bezeichnet.
Neben der Vulvektomie mit medizinischer Indikation kann ein entsprechender Eingriff sowohl aus kulturellen Gründen (Beschneidung weiblicher Genitalien, Genitalverstümmelung) oder aus ästhetischen Gründen (Labioplastik) erfolgen.

## Medizinische Indikation
Die Vulvektomie erfolgt bei Vulvakarzinomen sowie bei fortgeschrittener Vulvadystrophie älterer Patientinnen. Dabei kommt es meistens zu einer radikalen Entfernung, bei der in der Regel auch die Lymphknoten der Leistengegend (inguinale Lymphknoten) und des Beckens (pelvine Lymphknoten) entfernt werden (Lymphadenektomie). Eine partielle Vulvektomie kann bei einer vulvären intraepithelialen Neoplasie vorgenommen werden.

## Belege
1. ↑  Stichwort „Vulvektomie“ in Pschyrembel Medizinisches Wörterbuch. 257. Auflage, Walter de Gruyter, Berlin 1993; Seite 1648. ISBN 3-933203-04-X.
2. 1 2  Stichwort „Vulvektomie“ in Pschyrembel Wörterbuch Sexualität. Walter de Gruyter, Berlin 2006; Seite 582. ISBN 3-11-016965-7.